# Libero Tosi
Libero Tosi (Guastalla, 24 luglio 1902 – Parma, 23 agosto 1988) è stato un fotografo e pittore italiano.

## Biografia
Entra nel mondo della fotografia all'età di 13 anni, facendo apprendistato con il prof. Masetti, direttore della scuola d'arte di Guastalla e appassionato di fotografia. A 17 anni diventa socio dello studio fotografico di Plinio Zani a Gualtieri. Nel 1920 collabora con Borghello, un fotografo di Piacenza che lavora col colore, all'epoca una tecnica pionieristica. Quando Borghello si trasferisce a Milano anche Tosi lo segue, nella metropoli lombarda frequenta diversi studi fotografici e nonostante l'intenso lavoro riesce a frequentare al mattino l'Accademia di Brera.
Nel 1921 sposa una seconda cugina, Maria Rosa Bollini, e nel 1930 si trasferisce a Parma e apre uno studio fotografico in via Cesare Battisti, che intitola «Photorapide», con lo slogan 5 pose, 5 minuti, 5 lire. La consegna rapida delle foto, che sviluppa in un laboratorio al primo piano, è una novità per la piazza di Parma e gli procura subito un notevole afflusso di clienti. Luigi Vaghi, allora il più affermato fotografo di Parma, comincia a temere la concorrenza del nuovo arrivato. I prezzi praticati dal suo studio diventano oggetto di una polemica da parte di vari fotografi di Parma, tra cui, oltre a Vaghi, Montacchini, Pisseri e i fratelli Zambini. Tosi però non recede e nel 1954 apre un nuovo studio nella stessa via, che nel frattempo ha cambiato nome in via Mistrali.
Libero Tosi è stato soprattutto un fotografo da studio, particolarmente apprezzato come ritrattista (dichiarò in un'intervista di non aver mai fatto fotografie in movimento). Tra le numerose personalità che ritrasse a Milano e a Parma, di molte delle quali fu amico, figurano i nomi di Ottone Rosai, Felice Casorati, Mario Soldati, Renato Guttuso, Lydia Alfonsi, Renzo Pezzani e Tiziano Marcheselli.
Nel 1947 ha fotografato a Stresa, con i colleghi Luxardo, Cantera e Malandrino di Roma, Villani e Bonori di Bologna, Pedrotti di Trento, la seconda edizione del concorso Miss Italia. È stato anche un notevole fotografo di monumenti, realizzò fra l'altro una serie di immagini dedicate al Romanico (di Parma e Modena specialmente).
Dopo la sua morte, avvenuta a Parma all'età di 86 anni, lo studio di via Mistrali chiuse i battenti e i figli Carla e Gianfranco donarono al "Centro Studi e Archivio della Comunicazione" dell'Università di Parma tutte le stampe e i negativi frutto di una vita di lavoro. 

Miss Parma 1949 fotografata da Libero Tosi.

In maggio-giugno 2008 il Comune di Guastalla e l'Archivio di Stato di Parma hanno organizzato, nel ventesimo anniversario della sua scomparsa, due mostre parallele intitolate "Libero Tosi pittore fotografo e gentiluomo". L'Archivio di Stato di Parma ha esposto una trentina di carboncini eseguiti tra gli anni Quaranta e gli anni Settanta, dipinti che spaziano dalle nature morte ai paesaggi padani, carteggi di importanti corrispondenze e caricature di protagonisti della cultura parmigiana, tra i quali Attilio Bertolucci e Carlo Mattioli.
Il giornalista e fotografo Romano Rosati gli ha dedicato il quarto volume della sua opera «I grandi fotografi di Parma» (6 volumi, Grafiche Step, Parma 2008).